# Homolice purpurová
Homolice purpurová (Conus purpurascenc) je mořský plž z čeledi homolicovití (Conidae).

## Výskyt
Vyskytuje se v tropických vodách středního Pacifiku od Mexika po severní Peru, v okolí Galapág a v Kalifornském zálivu. Výskyt druhu je popisován jako běžný. Habitat homolice tvoří mělké vody do 40 m, kde se nachází pod kameny nebo na písčitobahnitém dně.

## Popis
Lastura má proměnlivou velikost od 33 mm do 80 mm a je široká s hrubou, žíhanou špičkou. Barva lastury může být oblačně bílá nebo fialová, doplněná hnědou nebo olivovou, a může mít blízké linky kaštanové a bílé barvy.

## Biologie
Homolice je aktivní predátor. Pomalé tempo vyvažuje svým účinným jedem, který umožňuje kořist palaryzovat. Jed schraňuje v harpunovitém zubu, který je dutý a na konci zašpičatělý a umístěný na konci dlouhého chobotku. Tento chobotek umí doslova vystřelit na svou kořist. Jedná se vůbec o nejjedovatější druh východního Pacifiku.